# Ай-Тодор
Ай-Тодо́р (укр. Ай-Тодо́р, крымскотат. Ay Todor, Ай Тодор, от греч. Άγιος Τόντορ) — мыс на юге Крыма, в 8,5 км к юго-западу от Ялты. Замыкает с запада Ялтинский залив. Название Ай-Тодор означает в переводе с греческого языка «Святой Феодор». Впервые встречается в греческом письменном перипле XVI века, как греч. Άγιος Θεόδωρος, впоследствии, на генуэзских портоланах — итал. Sco. Todoro.

## История
Мыс Ай-Тодор состоит из трёх скалистых отрогов, образующих почти недоступный с моря массив (в путеводителе 1902 года А. Я. Безчинского приводятся их названия: 
Первый, северо-восточный утес, Дакакапари-Топрах или Монастыр-бурун, названный так по находящимся там следам древней греческой церкви. На этом утесе, над обрывом, стоит дача бар. Штейнгеля «Ласточкино гнездо». …Другой утес — Лиман-бурун и третий — собственно Ай-Тодорский.
Пузанов в путеводителе 1929 года приводит варианты названий 2-х мысов: северо-восточный — «Дакакнали» или «Дакакнари-Топрах», он же «Монастырь-бурун», средний отрог — «Лиман-бурун» или «Heap». На одном из отрогов, Аврориной скале, расположен знаменитый дворец Ласточкино гнездо, построенный в псевдоготическом стиле в начале XX века. Наиболее живописен центральный отрог Ай-Тодорского мыса. В раннее средневековье здесь стоял монастырь святого Фёдора, который и дал название мысу. Лишь небольшая бухточка с пляжем представляет единственную удобную пристань. Поэтому левый (восточный) отрог мыса называется Лимен-Бурун (с крымскотатарского «мыс гавани»). На его оконечности находится скала Парус.
Сохранились остатки римского военного лагеря Харакс, существовавшего в I—III века. В XIX веке существовало мнение, что мыс Ай-Тодор соответствует упомянутому анонимным автором Перипла Понта Евксинского мысу Криуметопон (или Бриксаба Псевдо-Плутарха.
В 1835 году при участии главнокомандующего Черноморского флота М. П. Лазарева на самом южном отроге мыса основан Ай-Тодорский маяк, который работает до настоящего времени и является одним из старейших маяков Чёрного моря.

## Климат
При среднегодовом количестве осадков менее 400 мм в год мыс Сарыч, наряду с мысом Ай-Тодор, является одним из самых сухих мест южного берега Крыма. На мысе Ай-Тодор отсутствует пресная вода. Она подаётся сюда по водопроводу из источников на Ай-Петри.
На мысу растёт одно из старейших деревьев Крыма — фисташка Юстиниана возрастом более 1000 лет, ботанический памятник природы.